# Lewis Silkin
Lewis Silkin, 1er baron Silkin (14 novembre 1889 - 11 mai 1972), est un homme politique britannique du parti travailliste.

## Biographie
Silkin travaille comme notaire (Lewis Silkin LLP, le cabinet d'avocats londonien où il exerce, porte toujours son nom), avant de devenir membre du London County Council en 1925. Il préside les comités d'urbanisme et de santé publique du LCC et est membre du comité consultatif central sur le logement. Il est élu député de Peckham en 1936 et est membre du comité restreint des dépenses nationales. Il est ministre de l'Aménagement du territoire dans le Gouvernement Attlee de 1945 jusqu'à sa retraite en 1950.
Silkin est élevé à la pairie en tant que baron Silkin, de Dulwich dans le comté de Londres, lors des honneurs d'anniversaire de 1950. En 1965, il est nommé Compagnon d'honneur. De ses trois fils, son aîné, Arthur, fonctionnaire, renonce à la pairie. Les deux autres, Samuel et John, font carrière au Parlement et deviennent membres du Conseil privé ainsi que ministres du gouvernement. Bien que Samuel ait refusé d'être chevalier en tant que procureur général, il est finalement pair à vie en tant que baron Silkin de Dulwich, de North Leigh dans le comté d'Oxfordshire.
Le fils de Samuel, Christopher, refuse la pairie héréditaire à la mort de son oncle Arthur en 2001, la première fois qu'une pairie est démentie deux fois.